# Lou Marini

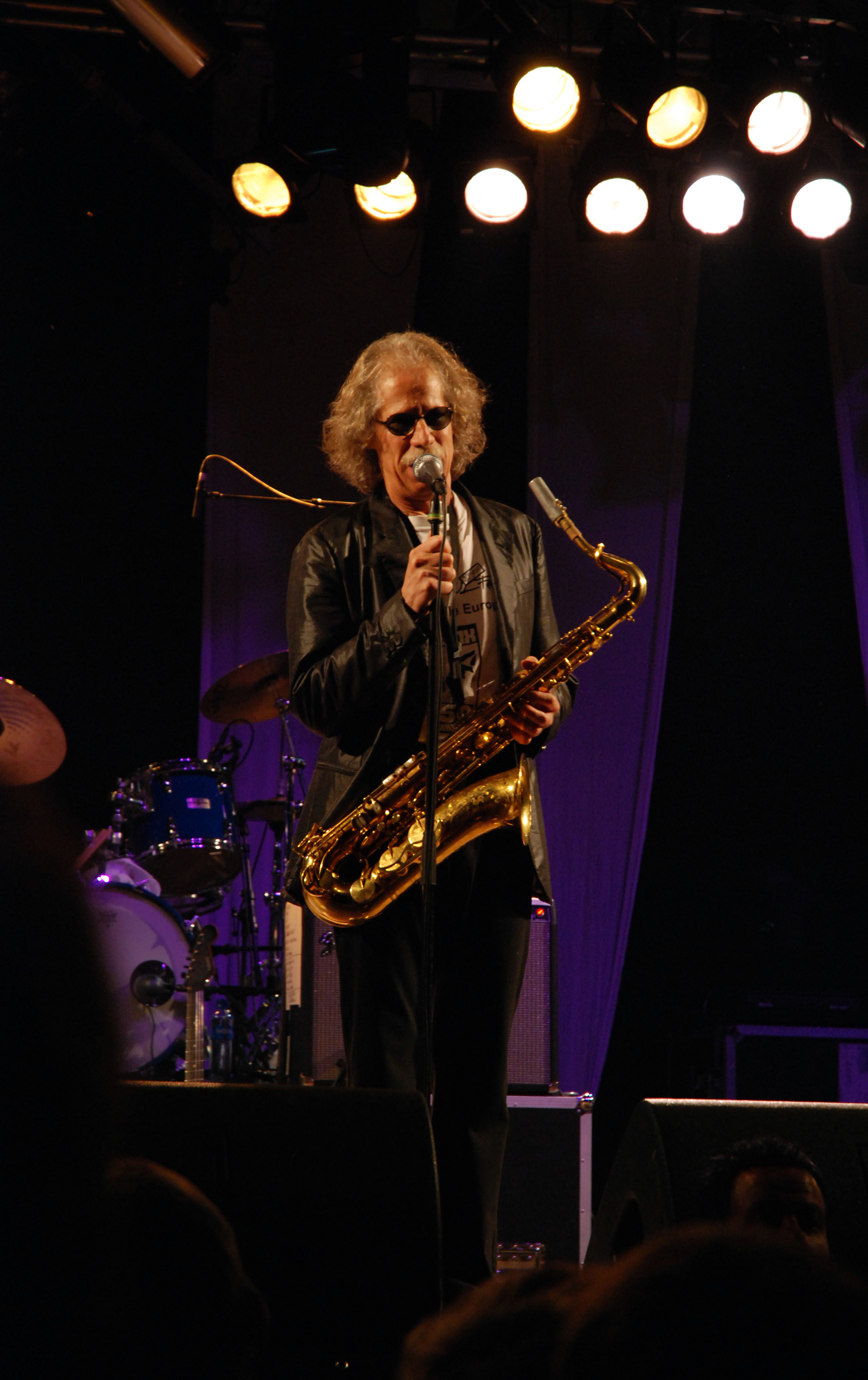
Lou Marini

Lou Marini ("Blue Lou") (Navarre (Ohio), 13 mei 1945) is een Amerikaanse saxofonist en componist. Hij staat bekend om zijn werk in de jazz, rock, blues en soul muziektradities.

## Selectieve discografie
- 1967 One O'clock Lab Band (University of North Texas)
- 1972 Blood, Sweat & Tears - New Blood; Sunshine - Sunshine
- 1973 Blood, Sweat & Tears - No sweat; B.J. Thomas - Songs
- 1974 B.J. Thomas - Longhorn & London Bridges (Flute, sax); Lou Reed - Sally Can't Dance
- 1976 Elliott Murphy - Night Lights; Walter Murphy - Fifth of Beethoven; Ringo Starr - Ringo's Rotogravure
- 1977 D.C. Larue - Ten Dance; Laso - Laso; Andy Pratt - Shiver in the Night; Jess Roden Band - The player not the game; Neil Sedaka - Song (clarinette, sax); John Tropea - Short Trip to Space; Patti Austin - Havana Candy
- 1978 The Blues Brothers - Briefcase Full of Blues (sax, voice); Cindy Bullens - Desire Wire; Boyzz - Too Wild to Tame; Mike Mandel - Sky Music; Kate Taylor - Kate Taylor; Thijs Vanleer - Nice To Have Met You; T. life - That's Life; Frank Zappa - Zappa in New York; Levon Helm - Levon Helm & The RCO All-stars; Wiz - Wiz
- 1979 Magnet - Worldwide Attraction; Robben Ford - Inside Story; John Tropea - To Touch You Again; Larry Applewhite - Larry Applewhite (flute, sax); Bobbi Humphrey - Good Life; Aerosmith - Night In The Ruts; Michael Franks - Tiger In The Rain; Peter Tosh - Mystic Man
- 1980 Cameo - Feel Me; Deodato - Night Cruiser; The Blues Brothers - Made in America; Manu Dibango - Gone Clear; Brecker Brothers - Don't Stop the Music; The Blues Brothers - Blues Brothers (film soundtrack) (sax, vocaal)
- 1981 The Blues Brothers - Best of the Blues Brothers; J. Geils Band - Freeze Frame, Meat Loaf - Dead Ringer; Lena Horne - Live On Broadway; Peter Tosh - Wanted Dread & Alive; Manu Dibango - Ambassador
- 1982 Luther Vandross - Forever, For Always, For Love
- 1983 Garland Jeffreys - Guts For Love; Marvin Stamm - Stampede; Carly Simon - Hello, Big Man; Spyro Gyra - City Kids
- 1985 John Tropea - NYC Cats Direct (flute, arrangements, sax)
- 1987 Claude Nougaro - Nougayrock
- 1988 Various Artists - Great Outdoors; Love & Money - Strange Kind of Love; B.B. King - King of Blues; Cornell Dupree - Coast to Coast; Michael Gibbs - Big Music (flute, sax)
- 1989 Jimmy Buffett - Off To See The Lizard; Phoebe Snow - Something Real; Dionne Warwick - Sings Cole Porter; Maureen McGovern - Naughty Baby; GRP - Grp: On The Cutting Edge
- 1990 Closer Than Ever - Closer Than Ever; Eddie Palmieri - Unfinished Masterpiece; Hank Crawford - Groove Master
- 1992 J. Geils Band - Houseparty: Anthology; Ray Simpson - Ray Simpson; Maureen McGovern - Baby I'm Yours (flute, sax); Love Songs - Love Songs; One O'clock Lab Band - Best of One O'clock; Hank Crawford - South Central; Frank Zappa - You Can't do That On Stage Anymore, Vol. 6; The Blues Brothers - The Definitive Collection
- 1993 Dina Carroll - So Close; Donald Fagen - Kamakiriad (clarinette, flute, sax); Laura Nyro - Walk The Dog & Lite The Lite (fluteo, arrangements); Joe Roccisano - Shape I'm In (flute, sax); Jill O'Hara- Jill O'Hara
- 1994 Tribute to Curtis Mayfield (flute, sax); Milton Nascimento - Angelus (flute); Aretha Franklin - Greatest Hits (1980-1994); Ann Hampton Callaway - Bring Back Romance (flute, sax)
- 1995 Repercussions - Earth and Heaven (flute, sax); Joe Roccisano - Leave Your Mind Behind (flute, sax); Raw stylus - Pushing Against the Flow (flute, sax); Denise Jannah - I Was Born In Love With You; Jesse "wild bill" Austin - Baby's Back (sax, arrangements); Harvey Thomas - Highways of Gold (sax)
- 1996 Harolyn Blackwell Sings Bernstein (flute, sax); Tom Pierson - Planet of Tears; Frank Zappa - Läther; Freddy Cole - It's Crazy, But I'm In Love; Family Thing - Family Thing; Michael Gibbs - Big Music (flute, sax); Maureen McGovern - Out of This World (flute, sax)
- 1997 Laura Nyro - Stoned Soul Picnic: The Best of Lauura Nyro (fute, percussion); Maureen McGovern - Music Never Ends (flute, sax); Eddie King - Another Cow's Dead (arrangements, sax); Frank Zappa - Have I Offended Someone?
- 2000 Steely Dan - Two Against Nature (sax)
- 2003 Lou Marini and the Magic City Jazz Orchestra - Lou's Blues (sax, arrangements, compositions)
- 2005 Amy Drinkwater. "With All My Heart - A Journey to the Soul." (sax)
- 2006 Eric Essix and the Night Flight Big Band. "SuperBlue." (sax)

- Gemeinsame Normdatei: 135148618
- International Standard Name Identifier: 0000 0000 6685 8924
- Library of Congress Control Number: no98061078
- MusicBrainz: fbd921a4-c4a7-41be-8e79-0976ee83bf4d
- Nationale Bibliotheek van Tsjechië: xx0100229
- Nationale Bibliotheek van Israël: 987007345031205171
- Virtual International Authority File: 14386797
- WorldCat: E39PBJkdjgpjhMYGRgdCg3RxjC